# Journal of Agricultural Economics
Journal of Agricultural Economics is een internationaal, aan collegiale toetsing onderworpen wetenschappelijk tijdschrift op het gebied van de
agro-economie.
De naam wordt in literatuurverwijzingen meestal afgekort tot J. Agr. Econ.
Het wordt uitgegeven door Oxford University Press namens de John Wiley and Sons en verschijnt .